# 鳥飼りょう
鳥飼 りょう（とりかい りょう）はサイレント映画の楽士である。ピアノ、パーカッション等を演奏。国内・海外の映画祭や劇場等での伴奏上映に多数出演し、2023年（令和5年）5月までに伴奏した映画は800作品以上。無声映画振興会代表。

## 作風
サイレント映画は、映画誕生の年とされる1895年（明治28年）以後、音の入ったトーキー映画が主流となる1930年（昭和5年）前後まで多数制作された。鳥飼はこれらのかつて隆盛を極めたサイレント映画（別称：無声映画）専門の楽士で、即興で音を付与するライブ上映スタイルに特徴がある。
即興であるため、同じ映画でも上演機会によって演奏内容は統一されていない。事前に映画を分析し曲の構成や組み立ては決めているものの「例えばコメディー映画の場合は観客の笑いに応じて次の一手を変えるなど、観客と一緒に作っている感覚」で演奏するという。一般的に古く敷居が高いものとイメージされやすいサイレント映画を、「懐古主義ではなく、楽しさを知って」もらうことをモットーとする。

## 経歴
2012年（平成24年）、プラネットプラスワンの上映会『西部の偉人 ウィリアム・S・ハートの全貌』でデビュー。当初は、大森くみこが活動写真弁士を務める深海無声團というユニットの一員としてパーカッションを演奏していた。
2015年（平成27年）、神戸映画資料館の上映会「神戸が舞台の戦前アクション映画」で『大活劇 爭鬪』『黄金の弾丸』をピアノ伴奏し、ソロデビュー。
2018年（平成30年）、神戸発掘映画祭にてフィルムアルヒーフ・オーストリア(オーストリア国立アーカイブ)により修復された『オーラックの手』デジタル復元最新版のワールド・プレミア上映で伴奏を務める。
2021年（令和3年）、ピアノを常設する映画館を巡る全国ツアー「ピアノ×キネマ」を開催。御成座、静岡シネ・ギャラリー、シネマ尾道、別府ブルーバード劇場、桜坂劇場の５館を、柳下美恵と共に回る。同年より、国立映画アーカイブ主催の「サイレントシネマ・デイズ」に出演。
2023年（令和5年）、関西テレビの生活情報番組『よ～い、ドン！』に出演。となりの人間国宝さんに認定される。
映画館での定期上映にも積極的に取り組んでおり、プラネットプラスワンの「映画の樹」(2015年～)、元町映画館の「SILENT FILM LIVE」(2018年～)、第七藝術劇場・シアターセブンの「アフター・リュミエール in 十三」(2021年～)はいずれも継続中で、神戸・元町映画館でのライブ上映企画「SILENT FILM LIVE」は2023年7月までに20回を数えた。テアトル梅田の「キネピアノ in テアトル梅田」も、2022年（令和4年）の閉館までに3度実施され、いずれも満員が続く興行となった。
また、2020年（令和2年）からキネプレと連携した上映イベント「キネピアノ」を開始。映画館やそれ以外の場所でも、サイレント映画の魅力を広める活動を展開している。2022年（令和4年）には、天王寺公園(てんしば)で野外上映会「キネピアノ in 天王寺公園てんしば野外上映」を開催した。